# فلیسیا ولف سیمونز
فلیسیا ولف سیمونز (انگلیسی: Felisa Wolfe-Simon؛ زادهٔ ۱ ژانویهٔ ۲۰۰۰) یک زیست‌شناس زمین‌میکروبی و زیست‌زمین‌شیمیدان آمریکایی است. در سال ۲۰۱۰، وولف-سایمون تیمی را رهبری کرد که باکتری جی‌اف‌ای‌جی-۱ را کشف کردند. این تیم ادعا کردند این باکتری قادر است مقدار کمی از فسفر مورد نیاز خود را با آرسنیک جایگزین کند تا رشد خود را حفظ نماید، که این امر امکان شگفت‌انگیز ژنتیک غیر مبتنی بر RNA/DNA را مطرح می‌ساخت. با این حال، این یافته‌ها بلافاصله مورد بحث و انتقاد قرار گرفتند و توسط جامعه علمی به‌طور گسترده‌ای مورد تردید واقع شدند. در سال ۲۰۱۲، دو گزارش که مهم‌ترین جنبه‌های نتایج اولیه را رد می‌کردند، در همان مجله‌ای منتشر شدند که یافته‌های اولیه در آن چاپ شده بود.

## تحصیلات و فعالیت‌های اولیه
وولف-سایمون تحصیلات کارشناسی خود را در کالج اوبرلین انجام داد و موفق به دریافت مدرک لیسانس هنر در زیست‌شناسی و شیمی و همچنین لیسانس موسیقی در اجرای ابوا و قوم‌موسیقی‌شناسی از کنسرواتوار موسیقی اوبرلین شد. او در سال ۲۰۰۶ مدرک دکترای خود را در اقیانوس‌شناسی از مؤسسه علوم دریایی و ساحلی دانشگاه راتگرز با رساله‌ای تحت عنوان «نقش و تکامل سوپراکسید دیسموتازها در جلبک‌ها» دریافت کرد. پس از آن، وولف-سایمون به عنوان پژوهشگر ناسا در سازمان زمین‌شناسی آمریکا و عضو مؤسسه اخترزیست‌شناسی ناسا فعالیت کرد. در سال ۲۰۰۶، او موفق به دریافت بورسیه تحقیقاتی پسادکتری اقلیت‌های بنیاد ملی علوم شد که از تحقیقات او در دانشگاه هاروارد و دانشگاه ایالتی آریزونا حمایت می‌کرد.

## جنجال GFAJ-1
تحقیقات وولف-سایمون بر میکروبیولوژی تکاملی و مسیرهای متابولیک غیرمعمول متمرکز است. در یک کنفرانس در سال ۲۰۰۸ و مقاله بعدی در سال ۲۰۰۹، وولف-سایمون به همراه پل دیویس و آریل انبار پیشنهاد کردند که آرسنات (AsO3−۴) می‌تواند به عنوان جایگزینی برای فسفات (PO3−۴) در اشکال مختلف بیوشیمی عمل کند. به گفته پل دیویس، وولف-سایمون کسی بود که این «بینش حیاتی» را داشت که آرسنیک ممکن است بتواند جایگزین فسفر شود. تا مارس ۲۰۱۰، او به مطبوعات اشاره‌هایی به نتایجی دربارهٔ زیست‌کره سایه‌ای داشت.
وولف-سایمون سپس جستجویی را برای یافتن چنین ارگانیسمی با تمرکز بر دریاچه مونو در کالیفرنیا که به‌طور طبیعی غنی از آرسنیک است، رهبری کرد. این جستجو منجر به کشف باکتری جی‌اف‌ای‌جی-۱ شد که تیم او در مقاله‌ای در ساینس در دسامبر ۲۰۱۰ ادعا کردند قادر است آرسنات را به عنوان جایگزین مقدار کمی از فسفات معمول در DNA و سایر مولکول‌های زیستی ضروری خود وارد کند. اگر این ادعا درست می‌بود، این ارگانیسم تنها موجود شناخته‌شده‌ای می‌شد که قادر به جایگزینی فسفر در DNA و سایر عملکردهای بیوشیمیایی حیاتی خود بود. با این حال، این یافته‌ها با شکاکیت قابل توجهی در جامعه علمی مواجه شد و محققان دیگر نتوانستند این نتایج را تکرار کنند.
مقاله منتشر شده در مجله ساینس و کنفرانس خبری ناسا که در ۲ دسامبر ۲۰۱۰ به مدت یک ساعت برگزار شد، باعث ایجاد «حدس و گمان‌های بی‌اساس در اینترنت دربارهٔ حیات فرازمینی» گردید. نکته قابل توجه اینکه وولف-سایمون تنها نویسنده مقاله حاضر در این کنفرانس خبری بود. این کنفرانس خبری بلافاصله با انتقادات شدید دانشمندان و روزنامه‌نگاران مواجه شد.
در ماه‌های پس از انتشار، وولف-سایمون و همکارانش همراه با ناسا از طریق یک بخش پرسش و پاسخ آنلاین و یک مصاحبه اختصاصی با گزارشگر ساینس به این انتقادات پاسخ دادند. با این حال، آنها اعلام کردند که خارج از فرایند بررسی همتا (peer-review) علمی، پاسخ بیشتری نخواهند داد. در آوریل ۲۰۱۱، مجله تایم، وولف-سایمون را به عنوان یکی از ۱۰۰ فرد تأثیرگذار سال معرفی کرد.
پس از انتشار مقالاتی که نتایج اصلی مقاله اولیه ساینس دربارهٔ GFAJ-1 را به چالش کشیدند، دیوید سندرز در وبسایت ریدراکشن واچ ریدراکشن واچ استدلال کرد که مقاله اصلی باید به دلیل ارائه نادرست داده‌های حیاتی بازپس گرفته شود. در اکتبر ۲۰۲۴، هولدن تورپ، سردبیر ساینس، به نویسندگان مقاله اطلاع داد که قصد دارد مقاله را بازپس بگیرد. استدلال او این بود که اگرچه قبلاً فقط سوءرفتار علمی توجیه‌کننده بازپس‌گیری مقالات بود، اما رویه فعلی اجازه می‌دهد مقالات غیرقابل اعتماد نیز بازپس گرفته شوند